# 23.ª División (Ejército Popular de la República)
La 23.ª División fue una de las divisiones del Ejército Popular de la República que se organizaron durante la guerra civil española sobre la base de las brigadas mixtas. La unidad estuvo desplegada durante toda la contienda en el Frente de Andalucía.

## Historial
La unidad fue creada el 3 de abril de 1937, creada a partir de las fuerzas militares y milicianas que cubrían el sector de Granada. Cubría un frente que iba desde Sierra Nevada hasta la costa del mar Mediterráneo. La división, compuesta por las brigadas mixtas 54.ª, 55.ª y 85.ª, quedó bajo el mando del teniente coronel Carlos Jiménez Canito. Inicialmente la 23.ª División tuvo su puesto de mando en Berja, si bien desde diciembre de 1937 lo tuvo en Ugíjar. Meses después de su creación, la unidad pasó a quedar integrada en el XXIII Cuerpo de Ejército. No llegó a intervenir en operaciones militares de relevancia.

## Mandos
Comandantes
- teniente coronel de infantería Carlos Jiménez Canito;[5]
- teniente coronel de Infantería Miguel Gallo Martínez;[6]
- mayor de milicias Manuel Belda Tortosa;

Comisarios
- José Estrada Parra, del PSOE;[7]

Jefes de Estado Mayor
- comandante de infantería Cirilo Artés Olmos;
- capitán de Infantería Gabriel Ramos Herrero;

## Orden de batalla
| Fecha             | Cuerpo de ejército adscrito | Brigadas mixtas integradas | Frente de batalla |
| Junio de 1937     | —                           | 54.ª, 55.ª y 85.ª          | Andalucía         |
| Diciembre de 1937 | XXIII Cuerpo de Ejército    | 85.ª, 54.ª y 147.ª         | Andalucía         |